# Georg Punell
Georg Norbert Punell, född 30 mars 1921 i Lettland, död 12 maj 2013 i Hisings Backa, var en lettländsk-svensk psykiater.
Punell avlade läkarexamen i Riga 1944, erhöll Kungl. Maj:ts tillstånd att i Sverige utöva läkekonsten 1951 och blev svensk legitimerad läkare 1961. Han var vid Lillhagens sjukhus i Göteborg andre läkare 1952–57, förste läkare 1957–62 och biträdande överläkare från 1963. Han skrev artiklar i psykoterapi och psykiatri och samt boken Farväl, Lillhagen (1995). Från 1947 gift med konstnären Angélica Serrano.